# Општина Четацени (Арђеш)
Четацени (рум. Cetăţeni) општина је у Румунији у округу Арђеш.
Oпштина се налази на надморској висини од 544 m.